# Phalacrocorax pelagicus
El cormorán pelágico (Phalacrocorax pelagicus), es una especie de ave suliforme de la familia Phalacrocoracidae nativa de Norteamérica y el este de Asia. Vive a lo largo de las costas del Pacífico norte, durante el invierno también se puede encontrar en mar abierto.

## Descripción
Es un cormorán relativamente pequeño, mide entre 63 y 89 cm de largo, con una envergadura de alrededor de 1 metro y un peso de entre 1474 y 2438 g cuando están bien desarrollados. El plumaje de los adultos no reproductores es de color negro metálico iridiscente. Durante la reproducción le crecen dos crestas cortas (una encima de la cabeza y otra en la nuca), los muslos son blancos, con filoplumas blancas dispersas en la cabeza y el cuello. 
El pico es largo y delgado y las patas grandes con dedos palmeados de color negro todo el año, mientras que el parche de piel desnuda oscura debajo del ojo se vuelve magenta vivo en la época de cría.
Macho y hembra no difieren en apariencia, aunque las hembras son un poco más pequeñas. Los pájaros jóvenes carecen de iridiscencia y son de color marrón oscuro.
Es similar al cormorán carirrojo (Phalacrocorax urile). Los adultos reproductores son fácilmente distinguibles por la cantidad de piel descubierta en la cara. 
Las aves jóvenes y adultos no reproductores de las dos especies son a menudo indistinguibles, incluso para los observadores entrenados.

## Distribución y hábitat
El cormorán pelágico habita en las costas y la zona nerítica del Pacífico Norte. Su gama norteamericana se extiende desde Alaska hasta la península de Baja California en México. Además se puede encontrar en las Aleutianas y otras islas del estrecho de Bering, y desde la península de Chukchi en el extremo oriente ruso a través de Sajalín al sur de Kamchatka y en última instancia en Kyushu (aunque no en el resto de Japón). 
Las poblaciones subárticas son migratorias, mientras que las aves en regiones de clima templado y subtropical sólo se dispersan a nivel local después de la cría, pero aun así las aves asiáticas pueden llegar de China o Corea. 
Se han registrado avistamientos en las islas de Hawái.

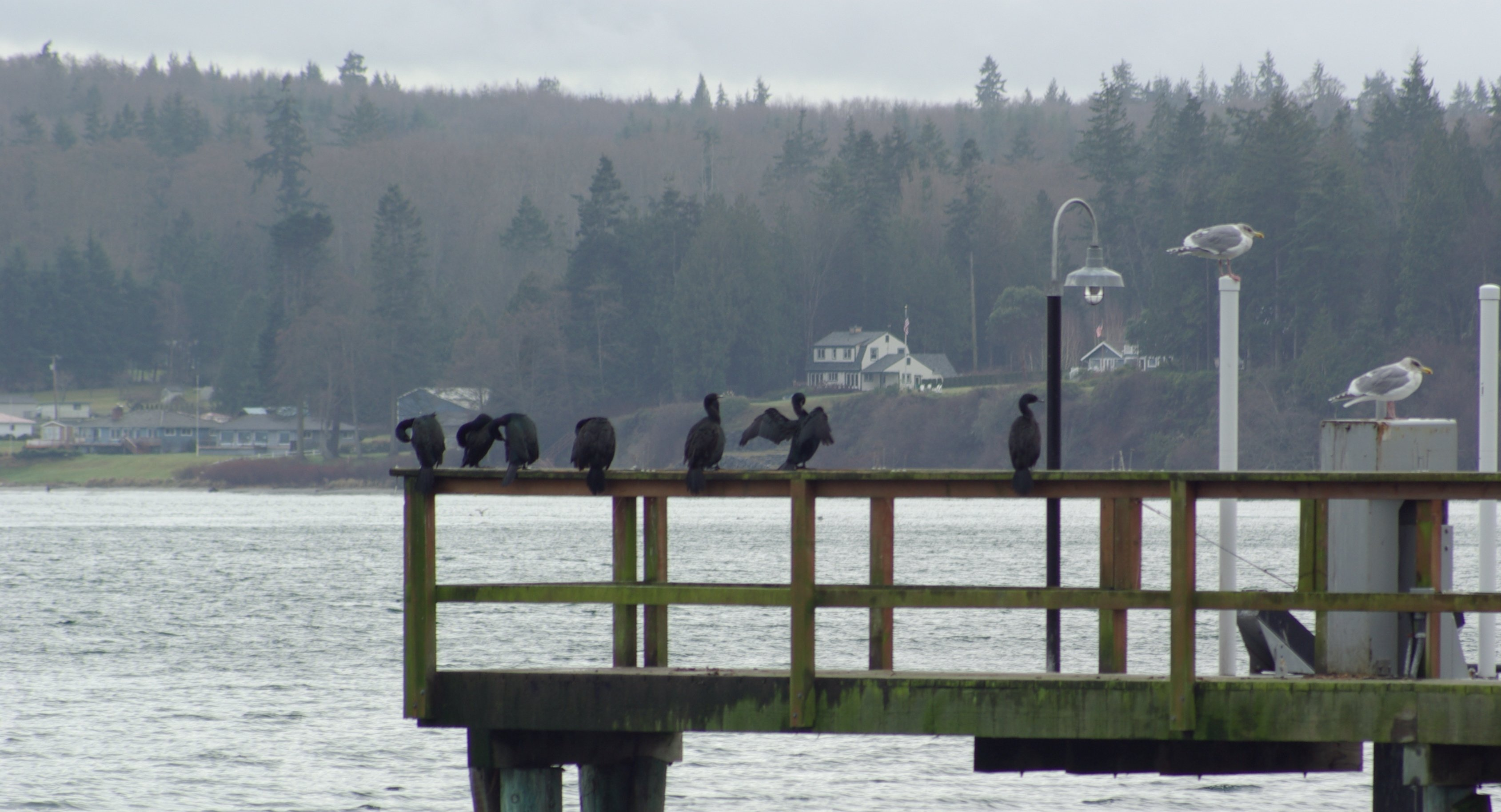
Cormoranes pelágicos (presumiblemente P. p. resplendens) en la península Kitsap (Washington, EE.UU.) acicalándose después de la pesca.

En tierra son algo torpes y caminan contoneándose típico para todos los suliformes —excepto los aníngidos—, tras aterrizar con frecuencia rasca el suelo, como es típico de los cormoranes. 
Cuando se sienten amenazados, se enfrentan al intruso, mueven la cabeza y hacen un ruido a gárgaras. 
Esta ave forrajeras, nada al localizar a sus presas, bucea y las persigue bajo el agua, se impulsa con las patas y se orienta con las alas. Puede sumergirse hasta 30 m para alimentarse en o cerca del fondo marino. 
Lugares típicos de caza son las ensenadas y bahías protegidas, fuera de la temporada de cría también pueden ser vistos pescando en el mar. 
Prefieren cazar en las proximidades de lechos de algas marinas o entre las rocas. Se alimenta de cardumenes de peces pequeños, como Ammodytes y cótidos. Además de los peces, pequeños crustáceos. 
Al igual que en todos los cormoranes, debido a su vestigial glándula uropígea, su plumaje no es impermeable. Así que las aves regresan a un lugar seguro después de comer a acicalarse y secarse las plumas, por lo general adoptan una postura con las alas extendidas.

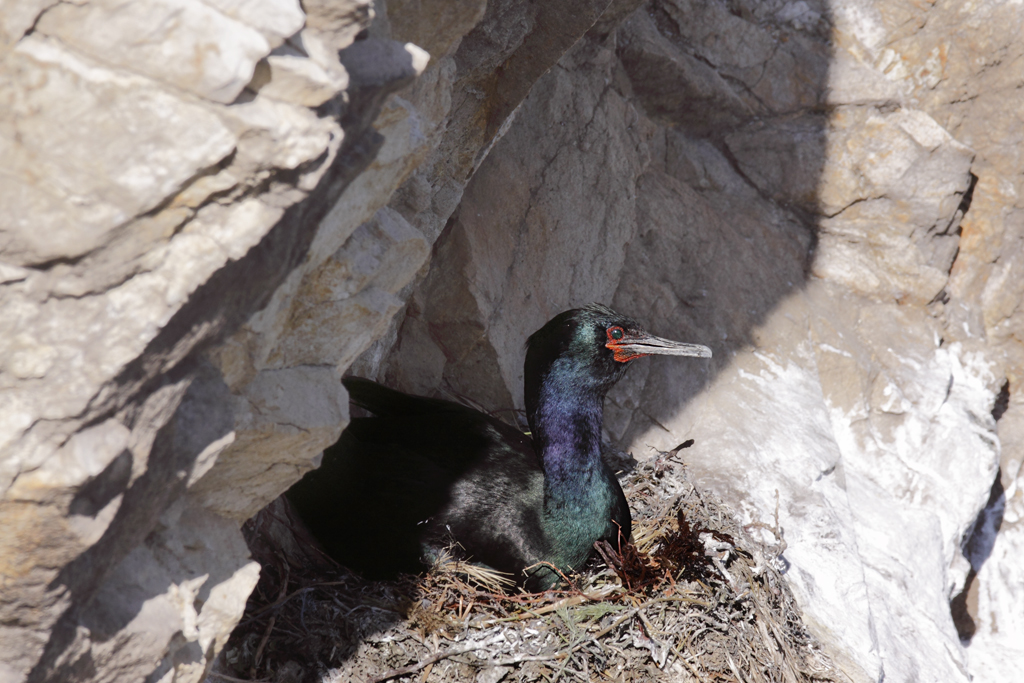
Adulto en un nido en San Luis Obispo, California

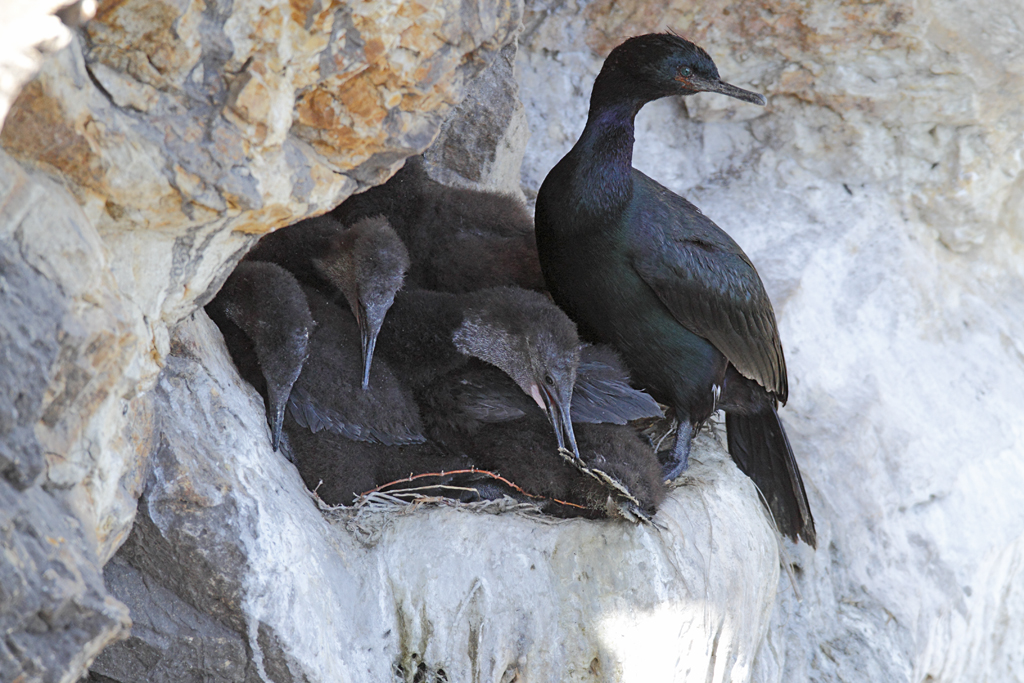
Un padre con polluelos de aproximadamente un mes en un nido

En las costas rocosas e islas no forman grandes colonias, pero los grupos más pequeños pueden anidar juntos. En algunos casos, estas aves alternan entre dos o tres sitios de anidación en una región. El nido es construido en las paredes de acantilados, es construido a partir de plantas fibrosas, tales como hierbas o algas, y se mantienen unidos por el guano de las mismas aves. Una vez que las aves han encontrado un nido que les gusta, tienden a permanecer fiel a él por el resto de su vida. El nido es reparado y mejorado en cada temporada, y puede llegar a crecer hasta 1,5 m de profundidad.
Cuando los machos buscan pareja, para atraer a las hembras darán un cortejo elaborado, al más puro estilo Sulae. Como todos los cormoranes, esto incluye el estiramiento del saco gular con el hueso hioides y repetidos "bostezos", arqueando el cuello y saltando, levanta las alas plegadas y da un aleteo rápido que muestra los parches blancos en los muslos. Durante el "bostezo" de exhibición, la cabeza está echada hacia atrás y los gritos difieren entre machos y hembras, cuando las aves están en tierra, los machos y las hembras dan una llamada idéntica. Caso contrario, las exhibiciones se dan en silencio.
Las hembras generalmente ponen de 2 a 5 huevos. La incubación dura de tres semanas a un mes. Después del nacimiento, los polluelos pesan alrededor de 35 g y están desnudos, pero no tarda en crecerles plumón de color gris. En años normales todos los polluelos de una nidada puede criarse con éxito. Pero durante las fases desfavorables de la oscilación decenal del Pacífico, la mayoría de las parejas tienen únicamente dos crías en la mayoría de los casos. Alcanzan la madurez sexual a los dos años de edad, una edad máxima de casi 18 años ha sido registrada en la naturaleza.

## Conservación
Esta especie es numerosa y generalizada y no es considera amenazada por la UICN. La mayor parte de su población se encuentra en las aguas relativamente inaccesibles de la región del mar de Bering, cerca de 50 000 aves en las islas Kuriles, las islas del mar de Bering y el estado de Alaska y sus islas adyacentes (incluidas las aleutianas). Alrededor de 25 000 en la costa del Pacífico de América del Norte, el 60% de las cuales se encuentran en California. La población local puede ser reducida por los derrames de petróleo, y en una mayor escala la pesca con redes de enmalle, el ahogamiento en redes de este tipo está poniendo un límite a su existencia.
El parásito acantocéfalo Andracantha phalacrocoracis fue descrita de este cormorán.